# Megophrys stejnegeri
Megophrys stejnegeri е вид земноводно от семейство Megophryidae. Видът е световно застрашен, със статут Уязвим.

## Разпространение
Разпространен е във Филипини.